# Stomorina
Stomorina je nenaseljeni otočić u otočju Lastovci, istočno od Lastova. Otok je od Lastova udaljen oko 1650 metara, a najbliži otok mu je Češvinica, oko 140 m prema jugoistoku.
Površina otoka je 294.692 m2, duljina obalne crte 3,165 km, a visina 57 metara.